# Madre del Perpetuo Soccorso

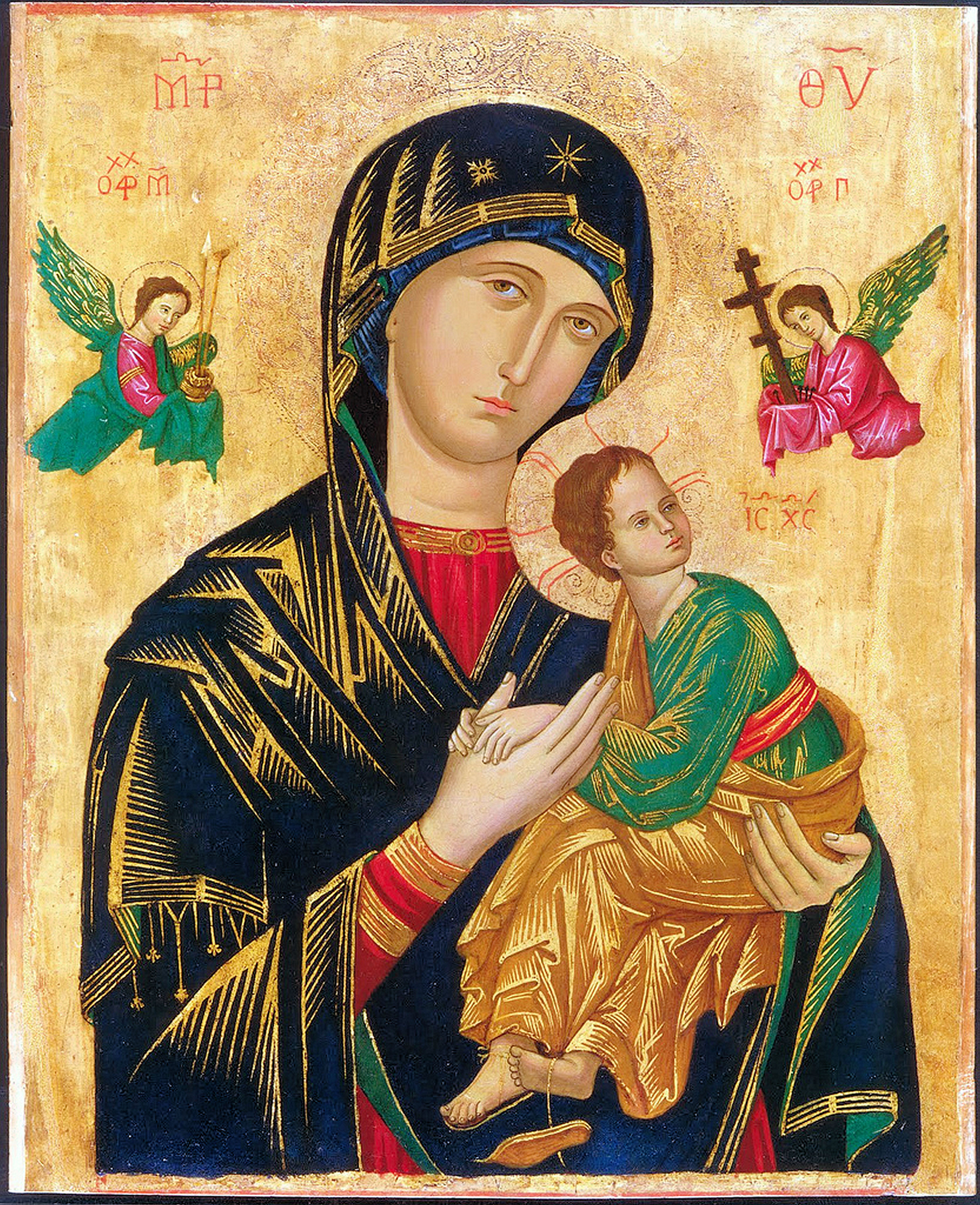
La Madre del Perpetuo Soccorso, icona (54 × 41,5 cm) di scuola cretese venerata nella chiesa di Sant'Alfonso all'Esquilino

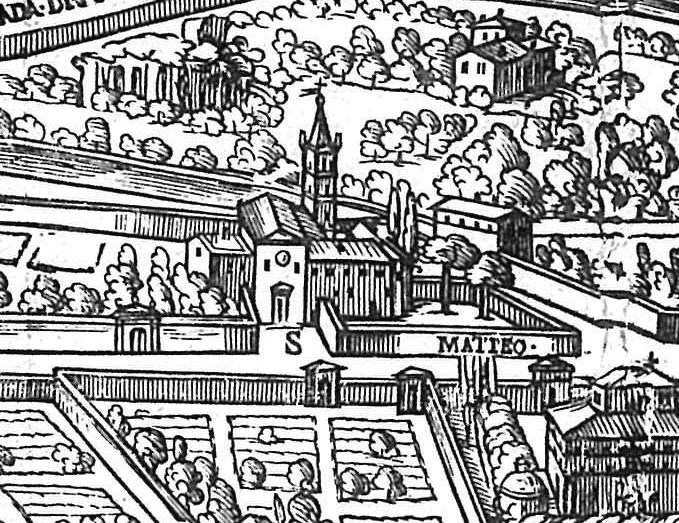
La chiesa di San Matteo in Merulana in un'incisione di Giovanni Maggi del 1625

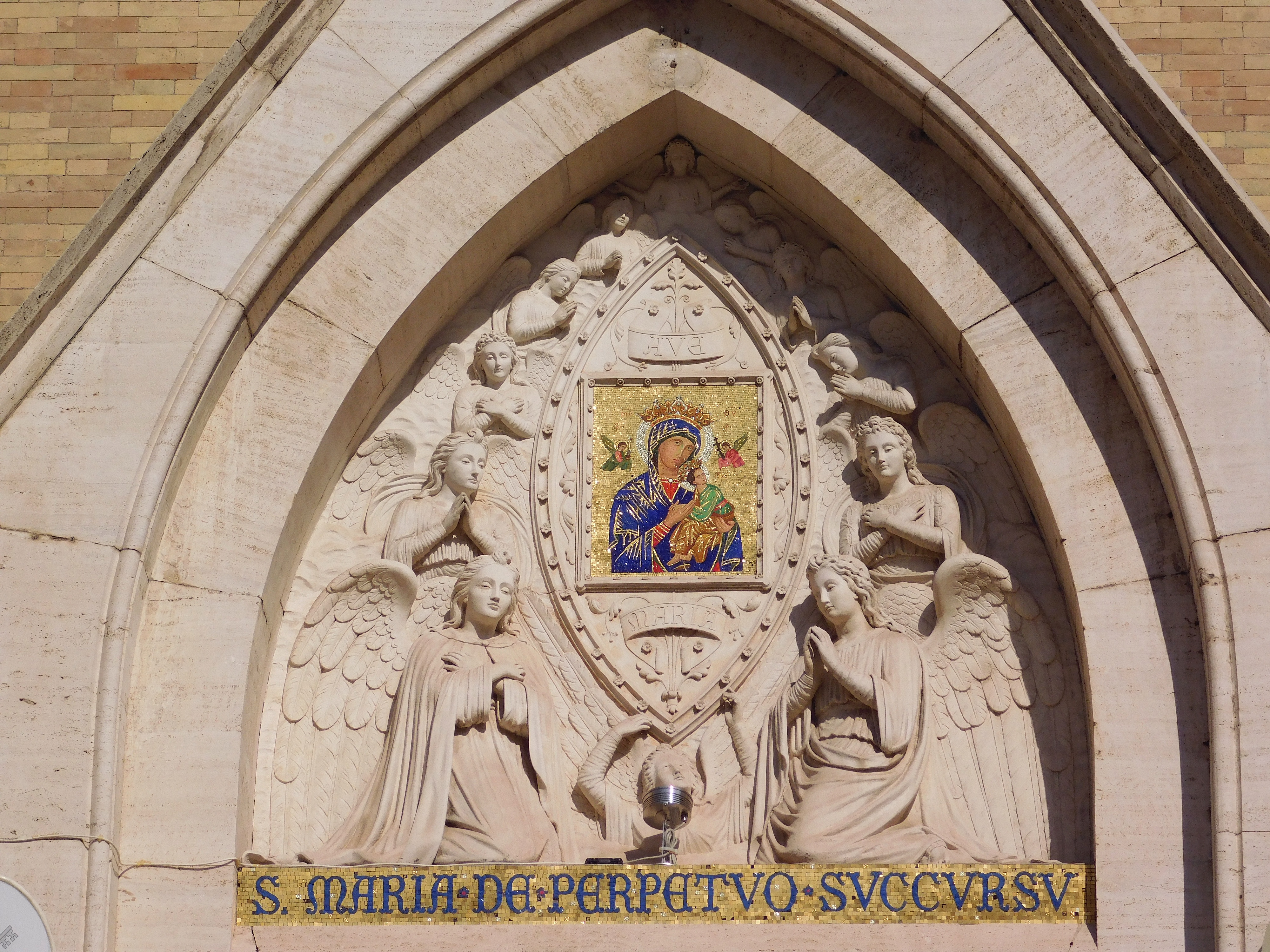
Mosaico raffigurante la Madre del Perpetuo Soccorso sulla facciata della chiesa di Sant'Alfonso all'Esquilino

Madre del Perpetuo Soccorso (in latino Mater a Perpetuo Succursu) è uno dei titoli sotto cui viene invocata, essenzialmente in ambito cattolico, Maria, madre di Gesù.
L'origine di tale titolo è legata a un'icona greca di scuola cretese già conservata nella chiesa agostiniana di San Matteo in Merulana; l'immagine fu poi trasferita in quella di Sant'Alfonso all'Esquilino a Roma, retta dai religiosi della Congregazione del Santissimo Redentore, ai quali papa Pio IX assegnò l'incarico di promuoverne il culto.

## Storia
L'inizio del culto di Maria come Madre del Perpetuo Soccorso in San Matteo in Merulana risale alla traslazione in chiesa di un'icona mariana dell'Amòlyntos, alla fine del Quattrocento, e coincide con l'affidamento dell'edificio sacro agli eremitani di Sant'Agostino.
Tale Madonna, detta in principio "di San Matteo" (dal titolo della chiesa), venne presto chiamata "del Perpetuo Soccorso" come testimoniato dall'epigrafe in latino sul frontone esterno del portale della chiesa risalente al 1579: Deiparae Virgini Mariae succursus perpetui. L'invocazione richiamava la devozione a Nostra Signora del Soccorso, particolarmente viva tra gli agostiniani e che aveva il suo centro principale nella chiesa del convento eremitano di Palermo.
L'immagine era collocata sull'altare maggiore della chiesa ed era tenuta in grande considerazione e venerazione: la festa della Madre del Perpetuo Soccorso veniva celebrata con solennità in occasione della ricorrenza annuale della traslazione dell'icona in San Matteo (tradizionalmente collocata al 27 marzo 1499).
La devozione popolare di cui era oggetto la Madonna è documentata dagli scritti di Johann Besicken (1502), Ottavio Panciroli (1600) e Carlo Bartolomeo Piazza (1703); il gesuita Concezio Carocci, autore di una serie di popolari omelie pubblicate nel 1729 e dedicate alle "immagini più insigni della Beata Vergine Maria in Roma", dedicò alla Madre del Perpetuo Soccorso uno dei suoi discorsi.
San Matteo in Merulana fu devastata dalle truppe napoleoniche nel 1799 e gli agostiniani irlandesi che all'epoca officiavano la chiesa si trasferirono in Santa Maria in Posterula recando con loro la venerata immagine. L'icona fu collocata in una cappella interna del convento annesso alla chiesa e dimenticata.
A metà dell'Ottocento, il redentorista Valerio Marchi raccolse la testimonianza di un anziano frate, Agostino Orsetti, che lamentava lo stato di abbandono in cui languiva l'icona e nel 1863 trovò conferma alla fama di tale immagine in un'omelia pronunciata nella chiesa del Gesù dal gesuita Francesco Blosi, che citava il discorso del suo confratello Concezio Carocci.
Poiché i redentoristi all'epoca stavano edificando la loro casa generalizia proprio sulla via Merulana, sul sito della scomparsa chiesa di San Matteo, decisero di chiedere che l'immagine venisse loro affidata affinché fosse collocata, in maniera onorevole, nell'erigenda chiesa dedicata al loro fondatore sant'Alfonso: a istanza di Nicholas Mauron, superiore generale dei redentoristi, l'11 dicembre 1865 papa Pio IX assegnò alla congregazione l'icona e il 26 aprile 1866 Valerio Marchi ed Ernesto Bresciani prelevarono l'effige della Madre del Perpetuo Soccorso dal convento di Santa Maria in Posterula e la trasferirono sull'altare provvisorio approntato all'interno di Sant'Alfonso all'Esquilino.

### Origini leggendarie
La leggenda sulle origini del culto della Madre del Perpetuo Soccorso in San Matteo in Merulana fu ricostruita, agli inizi del Settecento, dal gesuita Concezio Carocci sulla base di poche testimonianze documentali e, soprattutto, di un'antica pergamena conservata in sagrestia.
Secondo il favoloso racconto di padre Carocci, l'icona fu sottratta a Creta da un mercante che poi, salvatosi da un sicuro naufragio per intercessione della Vergine, giunse a Roma e trovò ospitalità presso un amico; in punto di morte, il mercante chiese all'amico di far esporre l'icona in una chiesa ma l'uomo, spinto dalla moglie, non esaudì il suo ultimo desiderio. Morto anche l'amico, la Vergine apparve alla sua giovane figlia, rivelandosi con il titolo di Madre del Perpetuo Soccorso, chiedendole di far esporre l'icona in una chiesa tra le basiliche di San Giovanni in Laterano e Santa Maria Maggiore. La vedova dell'amico del mercante, dopo il racconto della visione della figlia, acconsentì a restituire la Madonna al culto pubblico.
Il 27 marzo 1499 la famiglia avrebbe quindi consegnato l'immagine alla chiesa di San Matteo in Merulana, che si affacciava proprio sulla strada tra le due basiliche, e dopo l'ingresso in chiesa la Madonna avrebbe rivelato subito il suo potere taumaturgico risanando il "braccio assiderato" di un fedele.

## Descrizione
L'icona della Madre del Perpetuo Soccorso è dipinta su una tavola di legno di 54 x 41.5 cm. L'esatta paternità della tavola è ignota, ma è attribuita all'iconografo cretese Andrea Rizo da Candia, autore di immagini simili conservate a Fiesole, Bari, Parma, Patmo, Retimo. Secondo alcuni testi l'icona proverrebbe dal santuario della Kardiotissas a Lasithi, presso Candia.
L'icona è del tipo della Madre di Dio della Passione (Amolyntos): tale soggetto iconografico è rintracciabile in area greco-cretese sin dall'XII secolo e in Serbia e in Russia dal Trecento. Il tema iconografico sottolinea la partecipazione della Vergine alla passione di Gesù.
Maria è raffigurata a mezza figura, su fondo oro, mentre porta nel braccio sinistro il Bambino e gli porge la mano destra. La Vergine ha il capo coperto da un velo blu all'esterno e verde all'interno, con una stella sulla fronte; il suo abito è rosso. Ai lati del capo si leggono le lettere greche MP-ΘΥ (Μήτηρ Θεοῦ, Madre di Dio).
A destra della testa di Maria è raffigurato, a mezza figura, l'arcangelo Michele (identificabile dalla sigla ὉἈρΜ, ovvero Ὁ Ἀρχάγγελος Μιχαήλ) che sostiene un vaso dal quale emergono la lancia e la canna con la spugna; similmente, a sinistra della capo della Vergine, è rappresentato l'arcangelo Gabriele (ὉἈρΓ, ovvero Ὁ Ἀρχάγγελος Γαβριήλ) che mostra al Bambino la croce e i chiodi.
Il bambino Gesù, identificabile dalle lettere greche sulla sua spalla IC-XC (Ἰησοῦς Χριστός), guarda la croce presentatagli da Gabriele e stringe la destra della madre con entrambe le manine, quasi a chiederle soccorso. Veste un abito verde e un manto giallo scuro; a sottolineare lo sgomento del bambino, il suo sandalo destro è raffigurato slacciato, mentre gli pende dal piede.

## Il culto
La solenne incoronazione dell'immagine fu decretata dal capitolo della basilica patriarcale di San Pietro in Vaticano e celebrata domenica 23 giugno 1867: in ricordo dell'incoronazione canonica dell'immagine, fu concesso ai redentoristi di celebrare la festa della Madre del Perpetuo Soccorso con rito doppio di seconda classe la domenica precedente la festa della natività di san Giovanni Battista (24 giugno). 
I redentoristi hanno propagato il culto della Vergine sotto il titolo di Madre del Perpetuo Soccorso anche in ambito extraeuropeo: essi officiano le basiliche dedicate a Nostra Signora del Perpetuo Soccorso di Boston, elevata a santuario nazionale nel 1954, di Parañaque, nelle Filippine, dichiarata santuario nazionale nel 1958,
e il santuario nazionale di Nostra Signora del Perpetuo Soccorso nella St. Patrick's Parish a Toronto.
Sono intitolate a Nostra Signora del Perpetuo Soccorso le cattedrali diocesane di Asmara, in Eritrea, Astana, in Kazakistan, Makurdi, in Nigeria, Oklahoma City e Rapid City, negli Stati Uniti, e Udon Thani, in Thailandia. Ha la stessa dedica la chiesa che è stata cattedrale di Labrador City, dichiarata basilica minore contestualmente alla soppressione dell'omonima diocesi.
Altri santuari della Madre del Perpetuo Soccorso sono a Liguori, nel Missouri, e Uniontown, in Pennsylvania.
A Nostra Signora del Perpetuo Soccorso sono intitolate una congregazione di suore insegnanti canadesi, una congregazione di suore coreane sorta a Pyongyang a opera del missionari americani di Maryknoll, una congregazione di suore francescane, sorta nel Missouri per l'assistenza agli immigrati polacchi negli Stati Uniti, una congregazione missionaria messicana, sorta nel 1921 per assistere i redentoristi nelle missioni popolari, e la congregazione delle Suore di carità di Nostra Signora del Buono e Perpetuo Soccorso, fondate alle Mauritius da Caroline Lenferna de Laresle.
La festa della Madre del Perpetuo Soccorso è fissata al 27 giugno.

## Novena
La Novena a Nostra Signora del Perpetuo Soccorso fu pubblicata per la prima volta a Jaén nel 1899. Successivamente, fu realizzata una prima ristampa dai redentoristi americani nel 1927, alla quale il 23 giugno 1948 seguì un'edizione definitiva e riveduta dai redentoristi australiani e irlandesi.
Padre Leo James English C.SS.R. (1907-1997) e frate Gerard O'Donnell furono i principali autori di quest'ultimo libro di preghiere, che ogni settimana è recitato nella Chiesa di sant'Alfonso Maria de' Liguori a Roma, nella quale è esposto l'originale della sacra icona di Nostra Signora del Perpetuo Soccorso.
Il 17 maggio  1866, papa Pio IX per tramite della Congregazione dei riti garantì l'imprimatur a tre preghiere specifiche per il titolo mariano di Nostra Signora del Soccorso Perpetuo, concedendo l'indulgenza di 100 giorni.
Nelle Filippine, la novena viene pronunciata nella chiesa di Baclaran, santuario nazionale ubicato nella periferia di Parañaque, nel quale è esposta una copia dell'icona.
Il culto di Nostra Signora del Perpetuo Soccorso segnò gli estremi di due viaggi apostolici di Giovanni Paolo II: l'incontro con le religiose delle congregazioni e degli istituti di vita consacrata filippini il 17 febbraio 1981, a Manila; il viaggio apostolico del marzo del 1983, conclusosi con un discorso davanti alla chiesa di Port-au-Prince, ad Haiti.
Negli Stati Uniti, l'emittente CatholicTV trasmette i nove giorni della preghiera dalla Basilica Santuario di Nostra Signora del Perpetuo Soccorso a Mission Hill, quartiere della periferia di Boston.